# Taboadelo
Taboadelo (oficialmente Santiago de Taboadelo) es una parroquia española del municipio de Puentecaldelas, perteneciente a la provincia de Pontevedra, en la comunidad autónoma de Galicia.

## Historia
Hacia mediados del siglo XIX, la parroquia, ya por entonces perteneciente a Puentecaldelas, tenía contabilizada una población de 280 habitantes. Aparece descrita en el decimocuarto volumen del Diccionario geográfico-estadístico-histórico de España y sus posesiones de Ultramar de Pascual Madoz con las siguientes palabras:

TABOADELO (Santago): felig. en la prov. de Pontevedra (1 1/2 leg.), part. jud. y ayunt. de Puente-Caldelas (1), diócesis de Santiago (10). sit. al N. del monte Cabalos é inmediaciones del r. Caldelas ó Verdugo; reinan con mas frecuencia los aires del N.; el clima es templado, y las enfermedades comunes fiebres gástricas y nerviosas. Tiene 80 casas en el l. de su nombre y en el de Verdugo, y escuela de primeras letras frecuentada por 30 niños, cuyos padres dan al maestro la retribucion convenida. La igl. parr. (Santiago) está servida por un cura de entrada y provision en concurso. Confina N. Justanes; E. Figeirido; S. Puente-Sampayo, y O. Caldelas. El terreno es de mediana calidad, y le fertiliza el riach. San Vicente, el cual confluye en el de Caldelas. Atraviesa por esta parr. un mal camino, que desde Caldelas conduce á Puente-Sampayo. prod.: maiz, centeno, vino, lino y frutas; hay ganado vacuno, de cerda, lanar y cabrio; caza de liebres, conejos y perdices, y pesca de truchas. pobl.: 70 vec., 280 almas. contr.: con su ayunt. (V.).
(Madoz, 1849, p. 547)

En 2023, tenía empadronados 186 habitantes.